# 高規格堤防

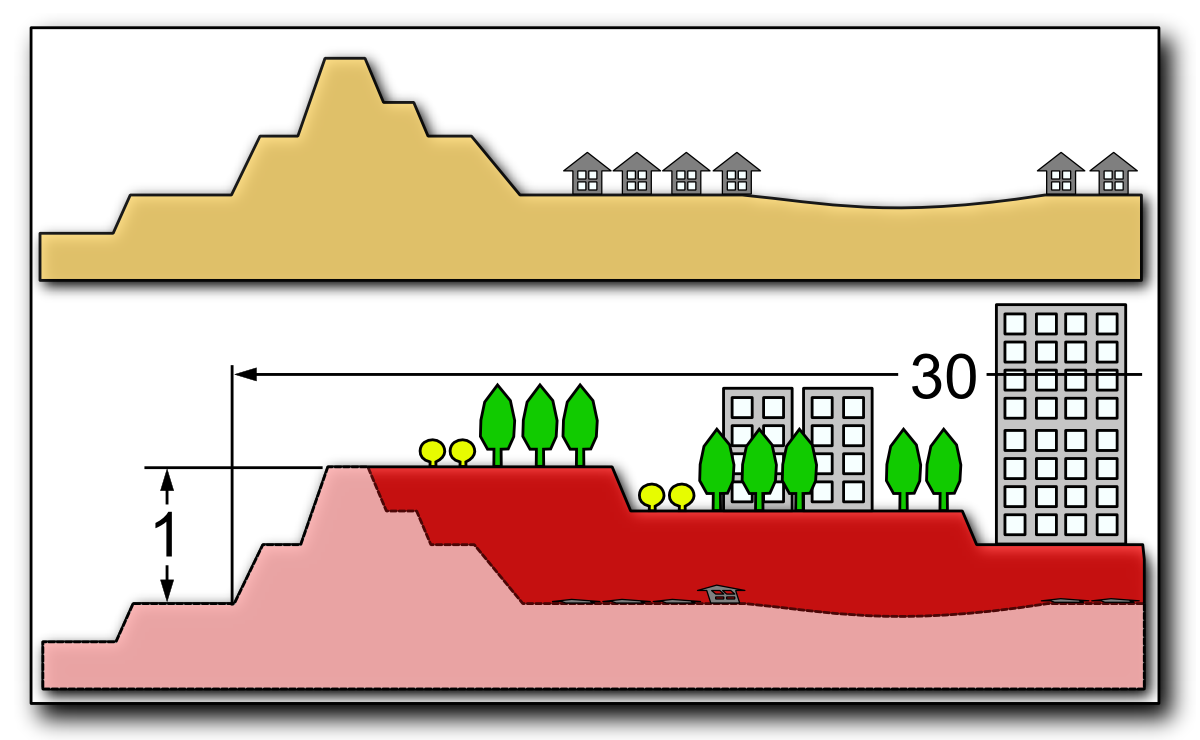
上：従来型の堤防
下：スーパー堤防
スーパー堤防は高さに対して堤体の幅が約30倍である。堤防沿いの建物などを移転させてから盛土（図では赤い部分）を施し、整地後に改めて建物を建築する。

高規格堤防（こうきかくていぼう）は、河川堤防の高さに対して堤体の幅を長くしなだらかに堤防を整備する事業。スーパー堤防とも称される。首都圏では国土交通省事業と東京都事業とに分かれる。

## 概要

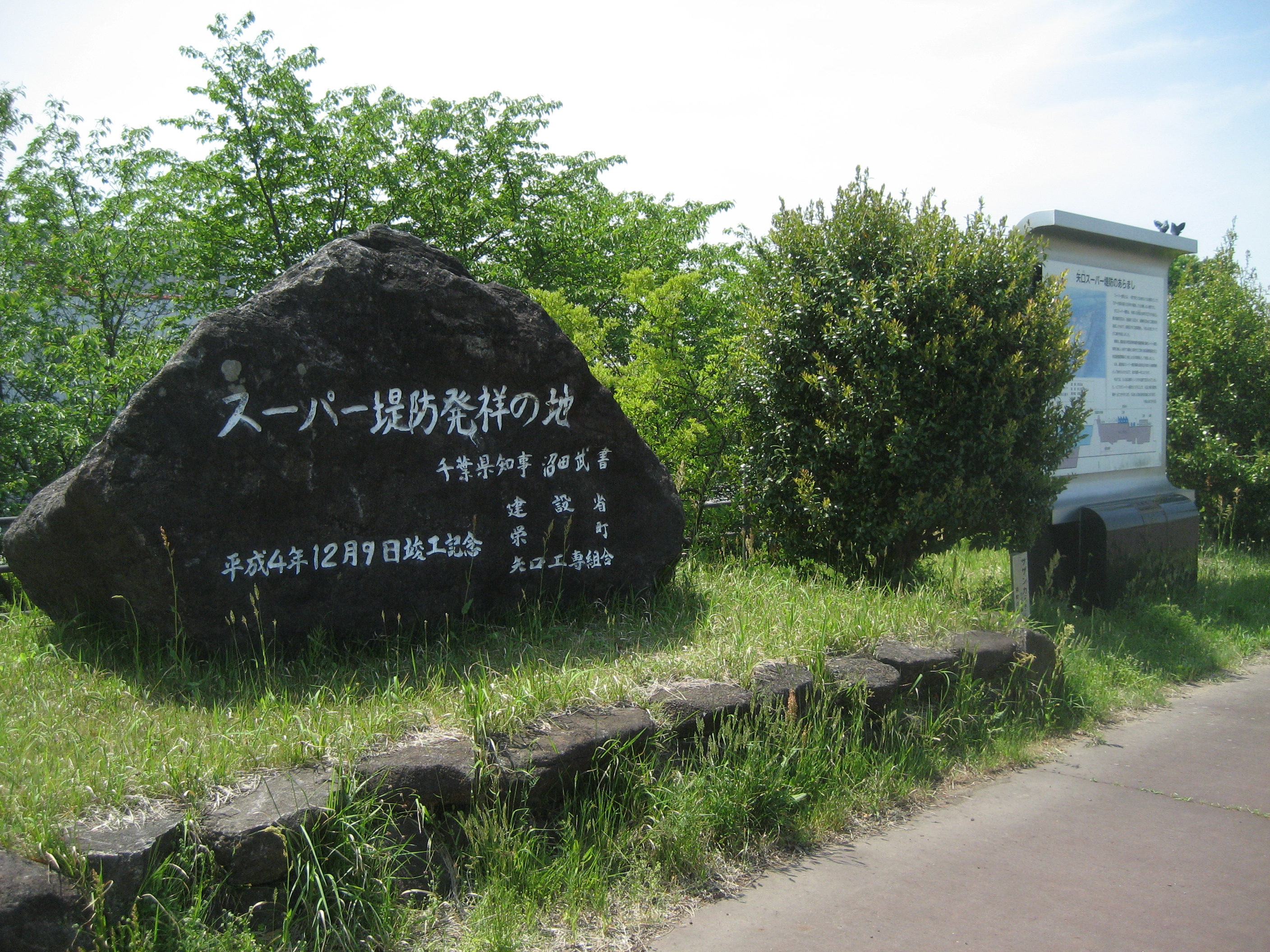
スーパー堤防発祥の地の碑と事業説明板（千葉県栄町矢口スーパー堤防内）

越水しても崩壊し決壊しないよう、裏法面を3%以内の緩やかな勾配としたものを高規格堤防という。堤防高を越えても緩やかに流下するため、被害を最小限に抑える効果がある。
高規格堤防はさらには水害に強いというだけでなく、景観に恵まれるとし、また隅田川にあるカミソリの刃のように直立して建てられた堤防では結果として水辺から人々を遠ざけているが、スーパー堤防は背後地と堤防の一体化で河川に親しめるように築かれていることで環境も大幅に改善されており、治水・環境・景観等の観点からも、高規格堤防・スーパー堤防が最終的な堤防であるとの認識がある。
なお、大阪市内を流れる木津川沿いに遊歩道整備を進めている「木津川遊歩空間整備事業」のトコトコダンダンにおいても、「小さなスーパー堤防“風”」に盛土をスロープ状にするなどの施しで、水とまちを面的につなぐやわらかな境界としてかわとまちを一体化するという水辺のありかたを実現している。
1987年（昭和62年）に建設省（現国土交通省）が事業として始め、利根川、江戸川、荒川、多摩川、淀川、大和川の5水系6河川区間約873 kmの整備を対象とした。第一号として利根川沿いの千葉県印旛郡栄町矢口が完成した。
その後事業見直しが行われ、荒川下流部、多摩川下流部、江戸川下流部、淀川下流部、大和川下流部の約120 kmを整備する計画に変更された。なお、利根川江戸川部分のかつて整備範囲だった堤防では「首都圏氾濫区域堤防強化対策」として、通常堤防の強化が工事が続けられている。荒川中流部では、堤防の幅を拡幅する「さいたま築堤」と荒川第二・第三調節池の整備が行われている。
また国の整備事業では、後述する実施地区の通り、緊急時に復旧活動を実施する拠点となる河川防災ステーションとして整備している箇所もある。

## 沿革
- 1987年（昭和62年） - 建設省（現国土交通省）が事業開始。
- 2010年（平成22年）10月28日 - 民主党政権の事業仕分け第3弾でスーパー堤防事業は廃止と評価判定された[9]。
- 2011年（平成23年）8月11日 - 「高規格堤防の見直しに関する検討会」において東北地方太平洋沖地震をふまえ、施設の整備水準を上回る外力は発生しうるとしても人命を守ることを第一に対応することの重要性を改めて認識した[7][10]。
- 2012年（平成24年）1月19日 - 国土交通省は区間873 kmのうち50.6 kmの5.8%が整備完了としたが、会計検査院は不完全区間があり完成区間は1.1%と指摘[11][12]。また、2010年10月の事業仕分けで廃止と判定されたが、2011年東北地方太平洋沖地震をふまえ、「人命にかかわる」として約120 kmは整備継続の方針[11]。
- 2019年（令和元年）10月 - 令和元年東日本台風（台風19号）による東日本の水害では、多くの河川の堤防が決壊し、甚大な被害を出した。スーパー堤防などの整備されている利根川や江戸川[注釈 2]、荒川、多摩川[13]では氾濫警戒水位を超えるなど危険な状況が続いたが、決壊被害は無かった。荒川第一調節池や渡良瀬遊水地、田中調節池などは過去最大の貯水量であった。

## 実施地区

### 国直轄河川
荒川
- 大里地区
  - 旧大里町（現熊谷市）と旧江南町（現熊谷市）で構成された荒川南部環境衛生一部事務組合により、2005年（平成17年）3月に荒川南部環境センターが建設された。

- 久下地区
  - 1947年（昭和22年）のカスリーン台風破堤地点。旧荒川（元荒川）の流頭が締め切られた場所である。水防拠点。

- 吹上地区
  - 荒川パノラマ公園が整備されている。災害時の避難場所にもなっている。1998年（平成10年）度完成。

- 明用地区
  - 鴻巣市吹上総合運動場の拡張事業と共に整備。

- 上尾地区
  - 施設の老朽化及び増加するごみ対策として、上尾市西貝塚環境センターも併せて建設、1998年（平成10年）3月完成。

- 田島地区
  - さいたま市内にあり、1995年（平成7年）度完成。

- 西遊馬地区
  - 西遊馬地区河川防災ステーションが2008年（平成20年）度に承認され、整備中。

- 川口地区
  - 1992年（平成4年）より舟戸町で行われており、小学校や寺院、自動車教習所が高台移転する。

- 戸田公園地区
- 北赤羽地区
  - 北赤羽地区河川防災ステーションが1997年（平成9年）度に承認され、2008年（平成20年）度に完成した。

- 新田一丁目地区
  - 都営住宅建替事業と共に整備、2017年（平成29年）から2029年（令和11年）の工事期間。新田地区河川防災ステーションも併せて2009年（平成21年）度に承認され、整備中。

- 新田地区
  - 工場跡地に1997年（平成9年）から2011年（平成23年）にかけて整備、主にマンションが立てられた。

- 舟渡地区
- 浮間地区
- 小台地区
- 小台一丁目地区
  - I期工区は、東京都交通局日暮里・舎人ライナー「足立小台駅」周辺の土地区画整理事業と東京都の隅田川堤防事業と併せて整備され、2008年（平成20年）度に完成。
  - II期地区は、民間事業者の事業転換と東京都の隅田川高規格堤防事業と併せて、2018年（平成30年）度～2023年（令和5年）度に整備。

- 小松川地区
  - 1990年（平成2年）から2015年（平成27年）にかけて整備、東京都の亀戸・大島・小松川第三地区第二種市街地再開発事業及び江戸川区の千本桜整備事業等、市街地再開発事業と一体で整備された。

- 西新小岩地区
  - 民間事業者の敷地内の再配置に併せて、2019年（平成31年）度から2025年（令和7年）度にかけて整備。

- 平井地区
- 平井七丁目地区
  - 住宅地を撤去し、土地区画整理事業と一体で整備。2004年（平成16年）完成。

- 鹿浜地区
  - 足立区の都市農業公園建設事業と併せて一体に整備、1998年（平成10年）度完成。足立区都市農業公園がある。

- 宮城地区
- 千住地区
- 新砂地区

利根川
- 舞木地区
  - 1742年の寛保二年江戸洪水破堤地区。舞木土地区画整理事業と一体で整備。群馬県により下水道設備が、千代田町により「なかさと公園」（第一三共なかさと公園）が整備された。

- 上新郷地区
  - 利根川の大きい旧分流の1つ、旧会の川の流頭が締め切られた場所（川俣締切址）であり、道の駅はにゅうが建っている。上新郷地区河川防災ステーションも併せて1997年（平成9年）度に承認され、2010年（平成22年）度に整備された。

- 常木地区
  - 羽生市により、羽生スカイスポーツ公園が整備されている。

- 大高島地区
  - 災害時の救援基地となる大高島地区河川防災ステーションも併せて2001年（平成13年）度に承認され、2011年（平成23年）度に整備。飯積遺跡が発掘された。

- 大越地区
  - 加須未来館が建っている。また埼玉県が運営・管理する加須サイクリングセンターも併設されている。

- 新川通地区
  - 1742年の寛保二年江戸洪水及び、1947年（昭和22年）のカスリーン台風破堤地点。明治43年の大水害の時には破堤しなかったため、比較的楽観視されていた場所であった。堤防上が道路として使用されていて補強工事が遅れていたことや対岸への「渡し場」（大越渡船）があり、戦時中からは危ないと言われながらそのままになっていたカミソリ堤から転換。決壊口跡の石碑記念碑があるカスリーン公園と大利根水防センター、国土交通省関東地方整備局利根川上流河川事務所の大利根出張所が整備されている。水防センター内にはおおとね童謡のふる里室がある。一時避難場所に指定されている。新川通地区河川防災ステーションも1997年（平成9年）度に承認され、2008年（平成20年）度に整備された。

- 栗橋地区
  - 栗橋地区でも当初は高規格堤防整備の対象地区であったが、江戸時代から宿場町として栄え、歴史的建造物も存在し人口集中地区（DID）の設定もされている既成市街地であることから、対象区域内の地権者に栗橋町（当時）がアンケート調査を行い、その結果、現在は宿場の街並みが道路の両側に残る首都圏区域堤防強化対策事業の改良案で堤防を整備している。利根川沿川の既成市街地で、高規格堤防整備の検討が行われた唯一の地区であり、他の地区はいずれも以前は農地であった。

- 山王地区
  - 利根川・江戸川分流地点に近く、治水上最も重要度の高い地区。五霞町による利根川レクリエーション公園整備事業が行われ、「情報・防災ステーションごか（山王地区河川防災ステーション）」も併せて1998年（平成10年）度に承認され、2009年（平成21年）度に整備された。

- 境町利根川左岸
  - 境町利根川左岸河川防災ステーションが2020年（令和2年）度に承認され、事業中。

- 目吹地区
  - 目吹地区河川防災ステーションも併せて2004年（H16年）度に承認され、事業中。

- 戸頭地区
  - 取手市により、障害者施設が建設され、民間により商業施設が建設された。

- 押付地区
  - 利根川と小貝川の合流付近にあり、治水上重要な区間であることから、押付地区河川防災ステーションも併せて2012年（平成24年）度に承認され、事業中。利根町により、上曽根運動公園と宅地も整備された。

- 出津地区
  - 出津地区河川防災ステーションが1997年（平成9年）度に承認され、1999年（平成11年）度完成。栄町により、消防本部と消防署も建設された。

- 須賀地区
  - 栄町により「水と緑の運動広場」と終末処理場が、印西市により、印西地区衛生組合衛生センターが整備された。

- 矢口地区
  - 第一号完成地区。栄町矢口工専土地区画整理組合により、矢口工業団地が整備された。

- 安西地区
  - 排水機場が建設された。

- 本宿耕地地区
  - 佐原広域交流拠点PFI事業として道の駅・川の駅水の郷さわらも整備された。利根川と小野川の合流付近にあり、治水上重要な区間であることから、佐原地区MIZBEステーションも併せて2002年（平成14年）度に承認され、2009年（平成21年）度に整備された

- 津ノ宮地区
  - 養護老人ホームが建っている。

- 小見川地区
  - 香取市により、小見川浄化センターが整備された。

渡良瀬川・思川（最下流部、利根川水系）
- 伊賀袋地区
  - 利根川と渡良瀬川にV字形に挟まれている袋小路の地形のため、カスリーン台風では渡良瀬川堤防の決壊口からの浸水はこの付近で6.5 mにもなった。一時避難場所に指定され、防災倉庫とヘリポートを備える。水防拠点。

- 藤畑地区
  - 道の駅かぞわたらせが建っている。一時避難場所に指定されている。

- 奥戸地区
  - 奥戸地区河川防災ステーションが1999年（平成11年）度に承認され、2013年（H25年）度に完成した。

- 古河地区
  - 古河ゴルフリンクスの管理棟がある。

- 川西地区
  - 水防拠点。2023年（令和5年）度完成。

江戸川（利根川派川）
- 山王地区
  - 利根川との分派地点で、利根川右岸から江戸川右岸まで跨る。詳細は上記利根川の節を参照。

- 関宿にこにこ水辺公園地区
  - 関宿城公園。利根川から分派する流頭部に位置し、千葉県立関宿城博物館及び公園の整備とあわせて整備。

- 幸手放水路地区
  - 中川流域のたび重なる浸水被害を軽減するため、埼玉県・国土交通省による新しい幸手放水路及び排水機場・樋管の建設と一体で整備。

- 木津内地区
  - 杉戸町の環境センター、リサイクルセンター、並びに水防と一体で整備。

- 木野川地区
  - 木津内高規格堤防事業の盛土材のストックヤードとして、平成6年より借地していたが、高規格堤防整備について地権者全員の同意が得られたことにより、単独事業として整備した地区。整備後、従前の土地利用形態（陸田）として返却。

- 吉妻地区
  - 首都圏外郭放水路事業のシールドトンネル掘削で発生した建設発生土を再利用し整備。盛土後については庄和町道（現:春日部市道）を整備。

- 西金野井地区
  - 首都圏外郭放水路の庄和排水機場の建設及び農業用水路の改築とあわせて整備。排水機場内には総合学習・生涯学習施設の龍Q館がある。

- 座生地区
  - 野田市の座生土地区画整理事業と一体で整備。

- 堤台地区
  - 野田市の堤台土地区画整理事業と一体で整備。

- 鍋小路地区
  - 高規格堤防と一体となった鍋小路地区河川防災ステーションが2006年（平成18年）度に承認され、事業中。

- 東金町（水元公園）地区
  - 東京都の水元公園整備事業として整備。

- 柴又公園地区
  - 工場跡地に柴又公園（葛飾柴又寅さん記念館）と一体で整備。

- 下矢切・柳原地区
  - 江戸川浄水場施設等整備事業と同時に整備。

- 北小岩一丁目地区
  - 市街地において土地区画整理事業方式で嵩上げ。2013年（平成25年）から事業開始。

- 市川三丁目地区
  - 山崎製パンクリエイションセンターと一体で整備。

- 篠崎公園地区
  - 2016年（平成28年）から江戸川区の土地区画整理事業や街路・緑地事業、東京都の篠崎公園整備工事と一体化して行われている。2032年（令和14年）度完成予定。

- 市川南地区
  - 市川毛織市川工場跡地に整備。市川パークタウンが建つ。

- 妙典地区
  - 水田などを妙典土地区画整理事業により嵩上げし宅地化。1992年（平成4年）から1998年（平成10年）まで実施された。

- 下妙典地区
  - 市川市の地域コミュニティゾーン整備事業とあわせて事業を行っている。市川市南部地区に不足している保育園、都市的な公園及び運動施設等を整備。

- 高谷地区
  - 隣接するクリーンセンターで焼却した可燃ごみの発生余熱利用施設、クリーンスパ市川がある。

- 高谷II期地区
  - 2021年（令和3年）1月8日に新規採択され、2022年（令和4年）度までに国直轄で高規格堤防を一部整備後に市川市に引き渡し、次期クリーンセンター施設と合わせて一体的に整備、2027年（令和9年）度完成予定。

多摩川
- 二子玉川地区
  - 再開発事業（二子玉川ライズ）と合同で、二子玉川公園として整備されている。

- 戸手地区
  - 2010年（平成22年）に完成。アクアリーナ川崎などの高層マンションなどが建った。

- 下丸子地区
  - 工場跡地に2004年（平成16年）に完成。ザ リバープレイス、東京サーハウスなどの大規模マンションを建設した。

- 矢野口地区
  - 稲城市の稲城矢野口駅周辺土地区画整理事業により北部が嵩上げ、市街地整備が行われている。1993年（平成5年）より事業開始。堤防は1999年（平成11年）から整備が始まり2006年（平成18年）に一部完成。

- 港町地区
  - 工場跡地に開発事業、リヴァリエと合同で整備された。2008年（平成20年）から2010年（平成22年）に整備。

- 殿町第一地区
  - 2007年（平成19年）から2011年（平成23年）に土地区画整理事業と合同で実施。キングスカイフロントとなっている。

- 大師河原地区
  - 大師河原地区河川防災ステーションが2002年（平成14年）度に承認され、2007年（平成19年）度に完成した。

- 石田地区
  - 石田地区河川防災ステーションが2022年（令和4年）度に承認され、事業中。

淀川
- 酉島（１）地区・酉島（２）地区
  - 酉島（２）地区は事業中。

- 高見地区
- 海老江地区
  - 東洋ガラスの自社工場移転に合わせ、整備。

- 大東地区
- 生江地区
  - 事業中。

- 城北地区
- 大宮地区
  - 常翔学園高等学校新館建築事業に合わせ、整備。

- 守口地区
- 大庭地区
  - 大阪府庭窪浄水場高度浄水施設等整備事業に合わせ、整備。

- 点野（１）・点野（２）地区
- 木屋地区
- 出口地区
- 出口北地区
- 伊加賀西（１）地区・伊加賀西（２）地区
  - 明治十八年の淀川洪水決壊地点。「伊加賀切れ」と呼ばれる。

- 新町地区
- 牧野北地区
- 津屋地区
- 大塚（１）・大塚（２）地区
  - 1917年（大正6年）10月1日、台風がもたらした大雨による水位上昇により決壊した地点。俗にいう「大塚切れ」。

- 津之江地区
- 前島（１）・前島（２）地区
- 江川（１）・江川（２）地区
  - 阪急京都本線水無瀬駅の徒歩圏にあり、国道171号より約100 m離れ交通の利便性等立地条件はいいものの、東側の淀川堤防とは約5 m程度の高低差があるため、土地区画整理事業と一体で整備。

- 山崎地区
- 淀川鳥飼地区
  - 淀川鳥飼地区河川防災ステーションが2021年（令和3年）度に承認され、事業中。

尻無川（淀川水系）
- 大正橋地区

大和川
- 阪高大和川線地区
  - 事業中。都市再生プロジェクトに位置づけられた大阪府道高速大和川線事業と一体的に実施。

- 阪高大和川線（常磐町）地区
- 天美西地区
- 大正地区
- 若林（２）地区
- 天美北地区
- 落堀川地区
- 矢田地区
- 矢田（２）地区
- 長吉爪破地区
- 住道矢田地区
- 川北地区
- 安堂地区
- 高井田（２）地区
- 高井田地区
- 窪田地区
  - 窪田地区河川防災ステーションがR4年度に承認され、事業中。

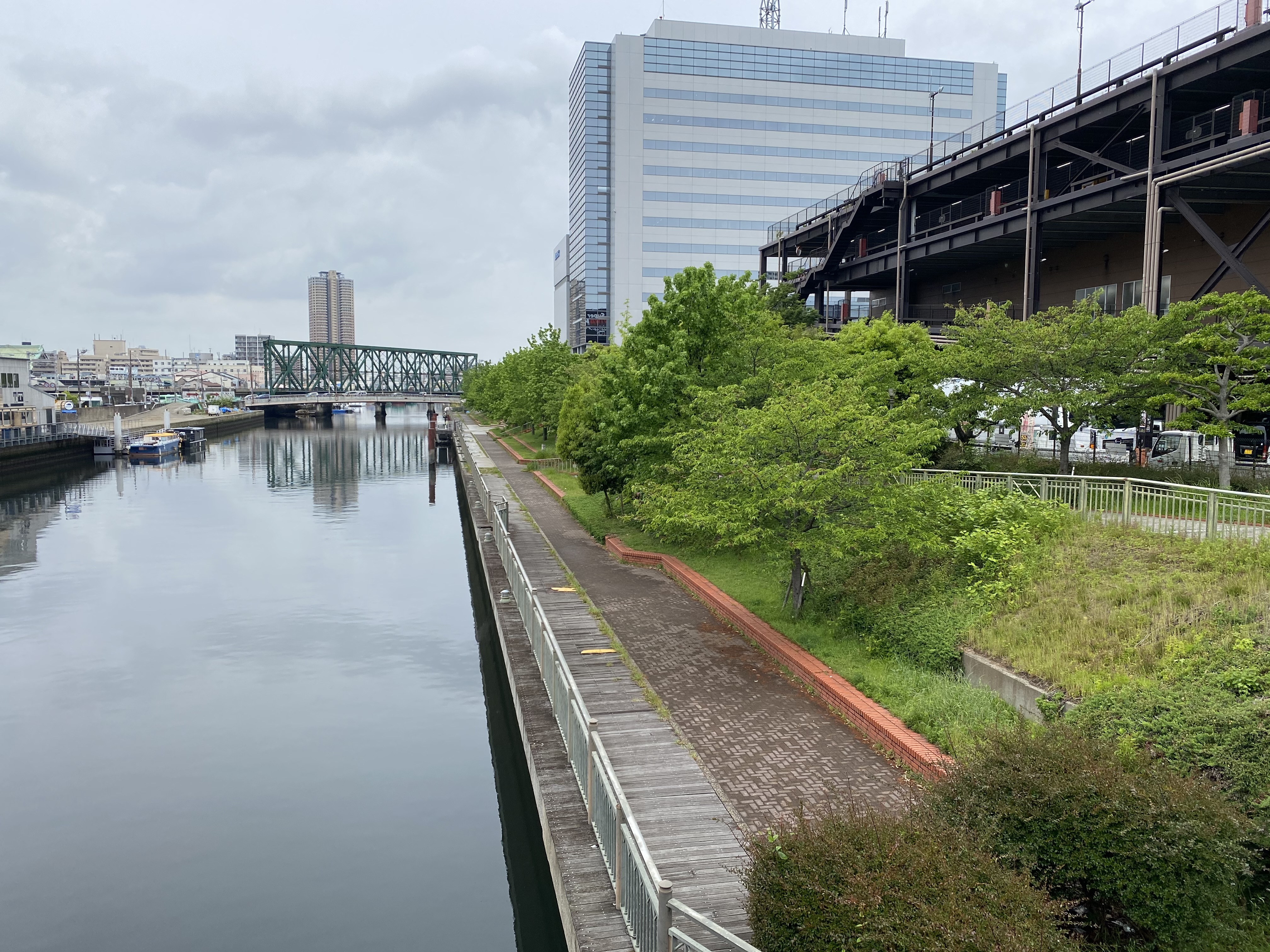
大阪市尻無川の高規格堤防

### 東京都管轄河川

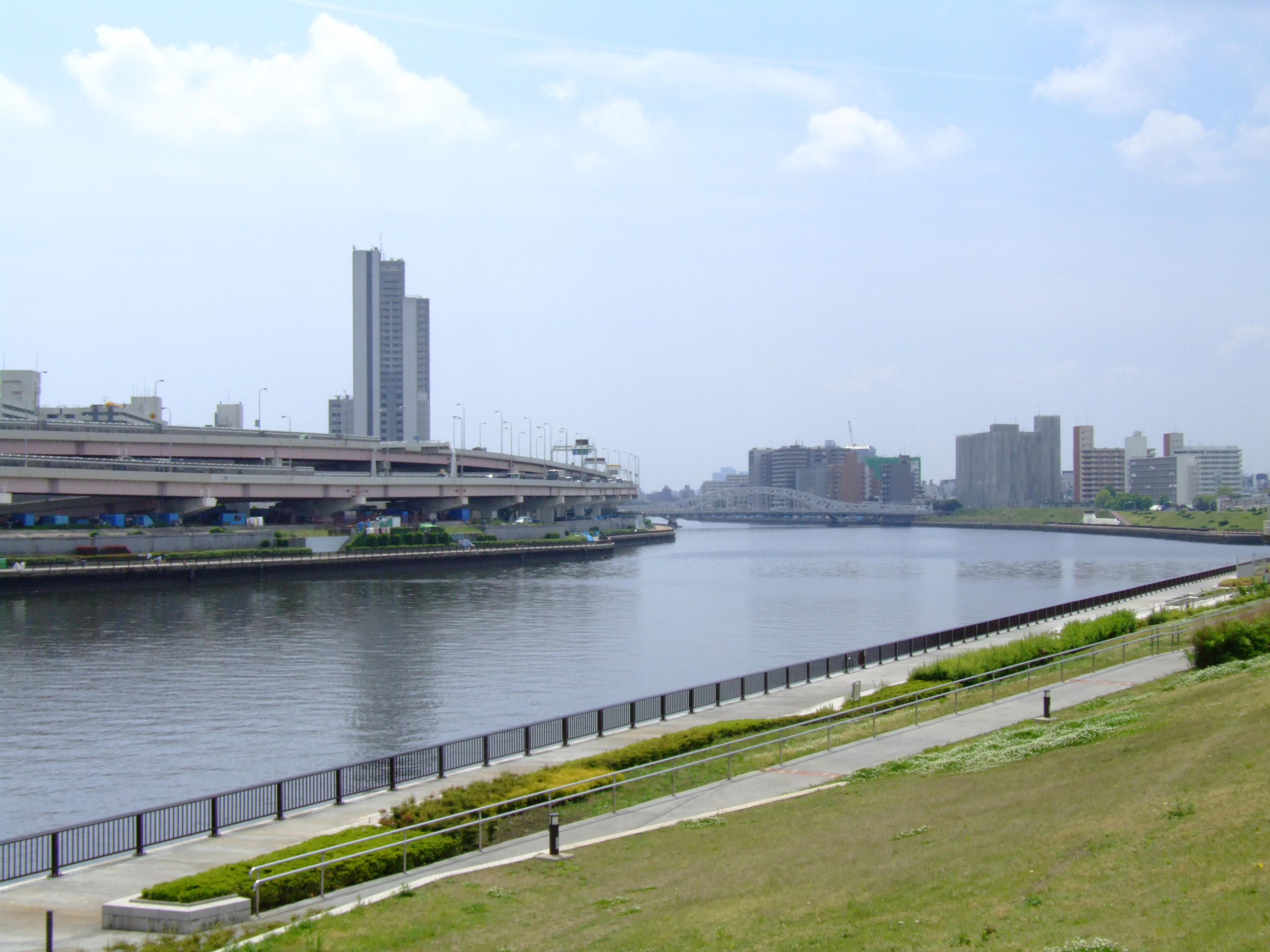
汐入公園付近の隅田川

東京都では隅田川、中川、旧江戸川、新中川、綾瀬川でも高規格堤防整備を行っている。国の事業とは異なり、堤防の幅は最大50 mに抑えられている。国の事業開始より2年前の1985年（昭和60年）度より行われている。
隅田川
とくに隅田川テラスと呼ばれている。カミソリ堤防から転換が進められた。一部に高規格堤防もある。
- 豊島五・六丁目地区
  - 土地区画整理事業と合同で実施。

- 白鬚東地区
  - 再開発と一体で整備を行った。

- 白鬚西地区
  - U字型のエリア。スーパー堤防を整備。汐入公園などがある。

- 千住大橋地区
  - 2017年（平成29年）3月完成。千住隅田川テラスと呼ばれる。旧防潮堤記念碑が設置されている。

- 千住桜木二丁目地区
- 湊二丁目地区
  - 再開発と同時に整備。

- 大川端地区
  - 大川端リバーシティ21と同時に整備。

中川
堤防整備以外に中川テラス事業も行われている。
- 西新小岩地区
  - 工場跡地にて整備が予定されている。

旧江戸川
- 江戸川二丁目地区

綾瀬川
- 小菅一丁目地区
  - カミソリ堤防から転換された。東京拘置所に隣接する。

## 課題
高規格堤防が抱える課題として、工事期間の長さと莫大な費用がかかることが挙げられる。
高規格堤防整備事業は、予算執行調査等において22年4月の時点で事業着手から24年が経過し、22年度当初予算までの累計事業費は6943億円。要整備区間延長872.6 kmに対して整備延長は50.8 kmで整備率は5.8%である。このままのペースで進むと仮定して単純計算すると、完成までに400年、累計事業費約12兆円を要するとされている。普及率が低い場合、堤防というインフラの性質上、高規格堤防と従来の堤防を混合して運用すると従来型の方に水が流れ被害が発生するので、一部だけ高規格堤防が存在しても効果は薄い。
ダムや高規格堤防を主体とした治水事業よりアーマー・レビー工法やインプラント堤防を中心とした治水事業のほうが時間も費用もかなり節約できるとしている。だがいずれも国交省が後ろ向きだという。
止水シートとアスファルトで堤防全体を覆い越水と浸透を防ぐアーマー・レビー工法については、加古川など試験的に施工されているところもあるが、被覆するために堤防内部の土砂流出の有無が確認できない等の課題があり、まだ研究段階で技術が確立されていないのが現状である。
インプラント堤防は地中に鋼矢板や鋼管杭など剛性の高い許容構造部分を地中に連続して打ち込んだ堤防である。海外での施工事例は多いものの、日本では国交省所管の河川堤防では「土堤原則」を理由にインプラント工法は採用されていない。
なお、国交省は堤防補強に鋼矢板などを全く使用していない訳ではない。
1996年ごろから直轄河川では河口付近の堤防には大地震時の対策として堤防補強に深層混合処理工法（DJM工法）やCDM、格子状地盤改良工法（TOFT工法）などとともに排水機能付鋼矢板工法つまり長尺のドレーン付鋼矢板を打ち込む対策も講じている。
また、水閘門や樋門・樋管の工事において堤防開削が伴う場合に、鋼矢板での仮設締切構築も行われる。例えば茨城県古河市で利根川の国直轄事業「H28釈水水門新設工事」では、鋼矢板二重式仮締切で堤防を185 m開削しており、その仮締切の状態で利根川の水位が上昇した2017年の台風21号や、工事現場近くに所在する埼玉県久喜市の栗橋水位観測所で氾濫危険水位を超過し、堤防が耐えられる水位の高さの上限である計画高水位9.90 mに迫る9.61 mを記録した令和元年東日本台風（2019年の台風19号）に見舞われたが、氾濫や決壊はなく堤防に代わって治水効果を発揮し、令和2年3月30日に釈水水門が完成した。